# The Wraith of Haddon Towers
The Wraith of Haddon Towers è un cortometraggio muto del 1916 diretto e interpretato da Arthur Maude. Gli altri interpreti erano Constance Crawley, Leslie Reed, Beatrice Van.
Il film viene considerato uno dei primi del filone fantastico horror americano.

## Trama
Phillip Drummond viene convocato dall'America in Inghilterra per assistere al capezzale suo zio, il barone Drummond, che sta morendo. All'arrivo al castello dove vive il barone, Phillip scopre di avere un antenato morto da tempo che si chiamava pure lui Phillip Drummond, il cui omicidio un secolo prima è ancora un mistero. In una stanza del castello che è sempre tenuta chiusa, incontra il fantasma dell'amante del suo antenato. Phillip, da sempre appassionato del paranormale, è spinto a contattare ancora il fantasma, venendo così a scoprire che lui stesso è la reincarnazione dell'antico Phillip Drummond. Quando sua moglie giunge anche lei dagli Stati Uniti, arriva giusto in tempo per trovare il corpo di Phillip ancora caldo dopo che il suo spirito l'ha lasciato per raggiungere per sempre quello del "fantasma di Haddon Towers".

## Produzione
Il film fu prodotto dalla Clipper Star Features (American Film Manufacturing Company).

## Distribuzione
Distribuito dalla Mutual, il film - un cortometraggio in tre bobine - uscì nelle sale statunitensi il 1º gennaio 1916.